# Gidavinahosahalli, Nagamangala
Gidavinahosahalli là một làng thuộc tehsil Nagamangala, huyện Mandya, bang Karnataka, Ấn Độ.